# خانه وکیل‌الرعایا
منزل وکیل الرعایا مربوط به دوره قاجار است و در اردبیل، محله طوی (طاوار) واقع شده و این اثر در تاریخ ۵ بهمن ۱۳۷۸ با شمارهٔ ثبت ۲۵۶۰ به‌عنوان یکی از آثار ملی ایران به ثبت رسیده است.